# ایلنو افروتیکون
شهر ایلنو افروتیکون    در بخش پففیکون  در ایالت زوریخ در کشور سوئیس  واقع شده‌است که  ۱۴٬۹۰۰ نفر جمعیت دارد.